# Morti nel 1988/Giugno
| Questa pagina contiene informazioni ricavate automaticamente dalle voci biografiche con l'ausilio del template Bio e di un bot. L'aggiornamento è periodico e automatico e ricostruisce completamente la pagina. Se manca una persona in questa lista, sei pregato di non aggiungerla, ma accertati piuttosto che la sua voce biografica contenga il template Bio e che i dati anagrafici siano correttamente compilati. Se il template Bio manca, inseriscilo tu stesso o, in alternativa, metti l'avviso {{tmp\|Bio}} che ne segnala la mancanza. Se i dati riportati sono sbagliati, correggi direttamente la voce biografica; le modifiche saranno visibili in questa lista entro pochi giorni. Per chiarimenti vedi il progetto biografie. La lista contiene solo le 79 persone che sono citate nell'enciclopedia e per le quali è stato implementato correttamente il template Bio. Pagina aggiornata al 3 mar 2024. |

- 1º giugno - Leon Belasco, attore russo (n. 1902)
- 1º giugno - Herbert Feigl, filosofo austriaco (n. 1902)
- 1º giugno - Davey Moore, pugile statunitense (n. 1959)
- 2 giugno - Jesús Fernández Santos, scrittore, regista e sceneggiatore spagnolo (n. 1926)
- 2 giugno - Iosif Grigulevič, agente segreto sovietico (n. 1913)
- 2 giugno - Raj Kapoor, attore, regista e produttore cinematografico indiano (n. 1924)
- 2 giugno - Annette Poivre, attrice francese (n. 1917)
- 3 giugno - Anna Mahler, scultrice austriaca (n. 1904)
- 3 giugno - Renzo Palmer, attore, doppiatore e conduttore televisivo italiano (n. 1930)
- 3 giugno - Lucio Rama, attore italiano (n. 1911)
- 4 giugno - Douglas Nicholls, religioso, politico e giocatore di football australiano australiano (n. 1906)
- 5 giugno - Pier Candiano Giustiniani, imprenditore italiano (n. 1900)
- 5 giugno - Manlio Rossi-Doria, economista e politico italiano (n. 1905)
- 6 giugno - Michelangelo Ciancaglini, politico italiano (n. 1926)
- 6 giugno - Jacques Ledoux, archivista belga (n. 1921)
- 7 giugno - Octave Joly, fumettista belga (n. 1910)
- 7 giugno - Martin Sommer, militare e criminale di guerra tedesco (n. 1915)
- 8 giugno - Philippe Nguyễn Kim Điền, arcivescovo cattolico vietnamita (n. 1921)
- 8 giugno - Ezio Pecora, regista, autore televisivo e critico cinematografico italiano (n. 1925)
- 9 giugno - Uberto Bonino, banchiere e politico italiano (n. 1901)
- 9 giugno - Sergio Franchi, hockeista su pista e allenatore di hockey su pista italiano (n. 1945)
- 10 giugno - Mario Bosisio, pugile italiano (n. 1901)
- 10 giugno - Louis L'Amour, scrittore statunitense (n. 1908)
- 10 giugno - Claudio Malagoli, cestista italiano (n. 1951)
- 10 giugno - Josep Tarradellas, politico spagnolo (n. 1899)
- 11 giugno - Antonio Castelli, scrittore italiano (n. 1923)
- 11 giugno - Pietro Ebner, storico e numismatico italiano (n. 1904)
- 11 giugno - Gregorio Gómez, calciatore messicano (n. 1924)
- 11 giugno - Giuseppe Saragat, politico e diplomatico italiano (n. 1898)
- 11 giugno - Marianne Van Hirtum, scrittrice, pittrice e scultrice belga (n. 1935)
- 12 giugno - Attilio Fierro, politico e ingegnere italiano (n. 1922)
- 12 giugno - Georg Hochgesang, calciatore tedesco (n. 1897)
- 12 giugno - Gennadij Krasnickij, calciatore sovietico (n. 1940)
- 13 giugno - Emil Telmányi, violinista, insegnante e direttore d'orchestra ungherese (n. 1892)
- 15 giugno - Adelfo Magallanes, calciatore e allenatore di calcio peruviano (n. 1913)
- 15 giugno - José Meza, calciatore costaricano (n. 1920)
- 15 giugno - Clemente Vismara, presbitero e missionario italiano (n. 1897)
- 16 giugno - Andrea Pazienza, fumettista, disegnatore e pittore italiano (n. 1956)
- 16 giugno - Johann Schädler, slittinista liechtensteinese (n. 1939)
- 17 giugno - Wacław Czerwiński, ingegnere polacco (n. 1900)
- 18 giugno - Massimo Alesi, politico italiano (n. 1907)
- 18 giugno - Archie Cochrane, medico e epidemiologo scozzese (n. 1909)
- 18 giugno - Idilio Dell'Era, poeta, romanziere e saggista italiano (n. 1904)
- 18 giugno - Elizabeth Gardner, fisica britannica (n. 1957)
- 18 giugno - Edgar Hoffmann Price, scrittore di fantascienza statunitense (n. 1898)
- 18 giugno - Wilford Leach, regista e scenografo statunitense (n. 1929)
- 18 giugno - Vincenzo Provera, allenatore di calcio e calciatore italiano (n. 1912)
- 19 giugno - Marco Donat-Cattin, terrorista italiano (n. 1953)
- 19 giugno - Marie Logoreci, cantante e attrice albanese (n. 1920)
- 19 giugno - Gladys Spellman, politica statunitense (n. 1918)
- 21 giugno - Stefan Baretzki, militare tedesco (n. 1919)
- 21 giugno - John Duncan, Sr., politico e avvocato statunitense (n. 1919)
- 22 giugno - Dennis Day, attore statunitense (n. 1916)
- 22 giugno - Leonard Matlovich, attivista e militare statunitense (n. 1943)
- 22 giugno - Stuart Randall, attore statunitense (n. 1909)
- 23 giugno - Dante Alimenti, giornalista italiano (n. 1934)
- 23 giugno - Koko Cárdenas, cestista e giornalista peruviano
- 23 giugno - Andrei Glanzmann, calciatore e allenatore di calcio rumeno (n. 1907)
- 23 giugno - Henry Murray, psicologo statunitense (n. 1893)
- 24 giugno - Marta Abba, attrice italiana (n. 1900)
- 24 giugno - Knut Ellingsrud, calciatore norvegese (n. 1903)
- 24 giugno - Csaba Kesjár, pilota automobilistico ungherese (n. 1962)
- 24 giugno - Ivo Pedretti, calciatore italiano (n. 1905)
- 24 giugno - Ferdinando Tartaglia, presbitero, scrittore e teologo italiano (n. 1916)
- 25 giugno - Jean Boffety, direttore della fotografia francese (n. 1925)
- 25 giugno - Maurice Fox, scacchista canadese (n. 1898)
- 25 giugno - Hillel Slovak, chitarrista e musicista israeliano (n. 1962)
- 25 giugno - Fermo Solari, politico, partigiano e imprenditore italiano (n. 1900)
- 26 giugno - Hans Urs von Balthasar, presbitero e teologo svizzero (n. 1905)
- 27 giugno - Léonie Adams, poetessa statunitense (n. 1899)
- 27 giugno - Aparicio Méndez, politico uruguaiano (n. 1904)
- 27 giugno - Reno Strand, cestista e allenatore di pallacanestro statunitense (n. 1909)
- 27 giugno - Louis Versyp, calciatore e allenatore di calcio belga (n. 1908)
- 28 giugno - Iris Origo, scrittrice inglese (n. 1902)
- 28 giugno - Kurt Raab, attore, sceneggiatore e drammaturgo tedesco (n. 1941)
- 29 giugno - Tengku Afzan, sovrana malese (n. 1932)
- 30 giugno - Chacrinha, showman, conduttore radiofonico e attore brasiliano (n. 1917)
- 30 giugno - Johanna Hofer, attrice tedesca (n. 1896)
- 30 giugno - Thales McReynolds, cestista statunitense (n. 1943)